# Phyllorachis sagittata
Genre
Espèce
Phyllorachis sagittata est une espèce de plantes monocotylédones de la famille des Poaceae, sous-famille des Oryzoideae,  originaire d'Afrique australe. C'est l'unique espèce du genre Phyllorachis (genre monotypique).
Ce sont des plantes herbacées vivaces, rhizomateuses, aux tiges ramifiées dans la partie supérieure, de 50 à 130 cm de long, aux feuilles relativement larges, sagittées et présentant à la base du limbe un pseudo-pétiole.
Le nom générique est formé des racines grecques φύλλον (phyllon), qui signifie « feuille », et ῥάχις (rhachis), signifiant « épine dorsale », en référence à l'axe (rachis) de l'inflorescence aplati et élargi en forme de feuille.